# Valle Bonito
Valle Bonito è un comune (corregimiento) della Repubblica di Panama situato nel distretto di Kusapín, comarca di Ngäbe-Buglé. Si estende su una superficie di 256,4 km² e conta una popolazione di 1.987 abitanti (censimento 2010).